# Panti
Rory O'Neill, né le 16 novembre 1968, également connu sous son nom de scène Panti ou Panti Bliss et Pandora Panti Bliss est une drag queen et un activiste des droits des gays de Ballinrobe, dans le comté de Mayo, en Irlande.

## Biographie

### Jeunesse
O'Neill, fils d'un vétérinaire, a grandi à Ballinrobe, dans le comté de Mayo, et est allé à la faculté des beaux-arts de Dún Laoghaire. Élevé par ses parents dans la religion catholique, O'Neill est athée. En 1995, O'Neill parle de son diagnostic de séropositivité à Aoibhinn Ní Shúilleabháin sur la série RTÉ Radio 1, Aoibhinn and Company. 

### Carrière
Panti est considérée comme la drag queen la plus importante d'Irlande,. De 1996 à 2012, Panti anime le concours annuel Alternative Miss Ireland. 
Panti organise régulièrement les célébrations annuelles de la Dublin Pride, qui ont lieu tous les ans au mois de juin. 
Pendant plusieurs années, Panti animé une émission de karaoké hebdomadaire, The Casting Couch, au pub Front Lounge, à Dublin. Panti apparaît occasionnellement à l 'émission hebdomadaire drag queen Bingo de Shirley Temple Bar au bar gay The George à Dublin. 
Le 30 novembre 2007, il a inauguré le « Pantibar » à Dublin[réf. nécessaire]. 
« Panti » est l'abréviation de « Pandora Panti Bliss ». En 1994, Panti danse sur scène avec Cyndi Lauper lors de sa tournée Twelve Deadly Cyns au Japon. O'Neill fait l'objet d'un documentaire sur son enfance, son expérience avec l'homophobie et le rôle de Panti au cours de la campagne réussie de l'Irlande en faveur du mariage homosexuel. Filmé pendant plusieurs années, le documentaire a été réalisé par Conor Horgan. La reine d'Irlande est sorti le 21 octobre 2015.

## Commentaires sur l'homophobie sur RTÉ (akaPantigate)
Le 11 janvier 2014, O'Neill a participé à l'émission Saturday Night Show de RTÉ où il a dénoncé l'homophobie dans le journalisme irlandais. Cet événement est connu comme le Pantigate. 
Les personnes mentionnées ont menacé RTÉ et O'Neill de poursuites judiciaires. RTÉ a versé 85 000 euros à ceux nommés par O'Neill. 
Les paiements ont ensuite été discutés par les membres de Oireachtas (le parlement irlandais). L'incident a également été discuté au Parlement européen. 
Le 1er février 2014, O'Neill (en tant que Panti) a prononcé un discours au Théâtre Abbey devant 500 personnes, en réponse aux événements entourant la controverse RTÉ qui a recueilli plus de 200 000 vues en deux jours. Il a recueilli le soutien de Dan Savage, RuPaul, Graham Norton, Stephen Fry, Madonna, et d'autres. Des t-shirts avec I'm on Team Panti ont été vendus comme une collecte de fonds pour BeLonG To Youth Services collectant plus de 10 000 €.
- 2005 : Spurt! Sister! Spurt!
- 2007 : In These Shoes?, écrit et interprété par Panti, au Dublin Gay Theatre Festival[17]
- 2007 : All Dolled Up, écrit et interprété par Panti[18]
- 2009 : A Woman in Progress, écrit et interprété par Panti[19]
- 2014 : High Heels in Low Places, écrit et interprété par Panti[20].

## Médias

### Film
- 2015 : The Queen of Ireland

### Télévision
- 1990 : Nighthawks en tant que Seán The Transvestite Farmer[21]
- 1998 : The Maury Povich Show, en tant que Panti (1 épisode : Transforme ma fille en mon fils)
- 2008 : The Clinic en tant que Dusty Mulberry (1 épisode)
- 2008 : Raw comme Panti (1 épisode)
- 2014 : The Mario Rosenstock Christmas Special, en tant que Panti
- 2014 : The Saturday Night Show

### Radio
- Karaoke Klassics, 2FM de l'Irlande 2011, co-présentatrice avec Arveene
- 2016 : Pantisocracy une série d'interviews en quatre parties de RTÉ Radio 1 animée par Panti[22]

### Musique
- 2014 : Oppression d'Out! Rage feat Panti Bliss publié au profit de BeLonG To
- 2014 : The Best Gay possible - Oppressive Dance Mix par Pet Shop Boys[16]

### Livres
- 2014 : Woman in the Making:A Memoir, Rory O'Neill, Hachette Books Ireland.

## Prix
- Lauréat du prix « Homme d'affaires de l'année » - Prix Gay et Lesbian 2009[23]
- Gagnant du « meilleur article de blog » - Irish Blog Awards 2010[24]
- Prix spécial du rédacteur d'Attitude - Attitude Magagzine Awards 2014[25]
- Prix pour contribution à la société irlandaise - Prix du peuple de l'année 2014[26]
- Prix James Joyce - présenté par la société littéraire et historique de l'University College Dublin[27]
- Trinity College Dublin, diplôme honorifique - O'Neill a reçu un diplôme honorifique du Trinity College Dublin pour sa contribution aux droits des LGBT et à l'égalité des mariages[28]